# H.C. Andersen Marathon
H.C. Andersen Marathon (HCA Marathon), Odense, blev løbet første gang i 2000 og kan derfor i 2025 fejre 25 gangs jubilæum. HCA Marathon er Danmarks 2. største maraton og i 2025 forventes 2.500 deltagere på maratondistancen.
Løbet som er opkaldt efter H.C. Andersen, og bliver hvert år løbet sidste søndag i september. Løbet har mange af årene været værter for de danske mesterskaber som arrangeres af Dansk Atletik Forbund. dette er også tilfældet i 2025 hvor dette gælder for både seniorer og masters.
Fra at være et løb for løbere, rulleskøjteløbere og håndcykler, samt MiniMarathon 4,2 km (for børn og unge 5-17 år) i 2000, er der i dag tale om en hel løbeweekend med masser af aktiviteter for såvel løbere som medrejsende tilskuere og heppere.
Ud over den klassiske maratondistance på 42,195 km er der ½ Marathon,  "Løb de sidste 10" og MiniMarathon, distancer der alle løbes om søndagen. 
Lørdag er der mulighed for at deltage i løbets "shake-out-run" - "En runner mé brunner" hvor alle deltagere får udleveret den fynske specialitet efter afslutningen. Lørdag eftermiddag er der mulighed for at gå en tur i den gode sags tjeneste, når der i samarbejde med Kræftens Bekæmpelse afvikles Pink Mile, som er en ca. 1,6 km gåtur hvor deltagergebyret går ubeskåret til Kæftens Bekæmpelse 
Weekenden startes op fredag formiddag med Klassedysten, hvor 50-60 4 og 5. klasser fra hele Fyn dyster om at være fyns hurtigste klasser
Alle deltagere kommer i mål på Odense Atletikstadion - og får udleveret en eventyrlig unik medalje med et nyt motiv fra H.C. Andersen hvert år.
I 2019 blev HCA Marathon kåret som verdens hurtigste marathon målt ud fra løbernes gennemsnitlige sluttid. I gennemsnit gennemførte marathon-løberne HCA Marathon i tiden 3:51:22, hvilket er kun 5 minutter og 31 sekunder pr. km. Derudover blev HCA Marathon også kåret som det marathon i verden med den reneste luft. Alt i alt fik HCA Marathon en placering som nummer 16 ud af 81 marathon-løb i hele verdenen.

## Vindere siden 2001
Danske atleter som har vundet, eller sluttet som den første dansker, til H.C. Andersen Marathon siden 2001, og derved også er blevet dansk mester på maratondistancen.
Torben Simonsen er manden, som fik idéen til H.C. Andersen Marathon tilbage i 1999.
| ÅR   | Navn - damer             | Land     | Tid      | Navn - herrer            | Land     | Tid      |
| ---- | ------------------------ | -------- | -------- | ------------------------ | -------- | -------- |
| 2019 | Jerubet Perez (rekord)   | Kenya    | 02:30:49 | Meseret Yitbarek Aregaw  | Etiopien | 02:16:27 |
| 2018 | Abebech Etcha Bulbula    | Etiopien | 02:42:22 | Paul Katisha Matheka     | Kenya    | 02:13:18 |
| 2017 | Louise Langelund Batting | Danmark  | 02:38:52 | Paul Waweru Chege        | Kenya    | 02:14:37 |
| 2016 | Roza Bekele              | Etiopien | 02:31:16 | Fikadu Kebebe Debele     | Etiopien | 02:15:21 |
| 2015 | Mulunesh Zewedu Assafa   | Etiopien | 02:34:10 | Julius Ndiritu Karinga   | Kenya    | 02:11:21 |
| 2014 | Hellen Japkosgei Kimutai | Kenya    | 02:40:50 | James Kimaiyo Cheboi     | Kenya    | 02:17:16 |
| 2013 | Anne-Mette Aagaard       | Danmark  | 02:52:19 | Julius Matai             | Kenya    | 02:15:12 |
| 2012 | Emily Chepkorir          | Kenya    | 02:34:48 | Luka K. Chelimo (record) | Kenya    | 02:10:37 |
| 2011 | Tatiana Vilisova         | Rusland  | 02:35:41 | Julius Rotich            | Kenya    | 02:17:13 |
| 2010 | Svaitlane Kouhan         | Belarus  | 02:33:18 | Raymond Kiplagat Kandie  | Kenya    | 02:20:43 |
| 2009 | Gitte Karlshøj           | Danmark  | 02:51:30 | Jonah Kemboi             | Kenya    | 02:15:32 |
| 2008 | Tatiana Mironova         | Rusland  | 02:42:00 | Benjamin Serem           | Kenya    | 02:14:44 |
| 2007 | Irina Songerlaynen       | Rusland  | 02:42:15 | Jonah Kemboi             | Kenya    | 02:15.05 |
| 2006 | Lene Duus                | Danmark  | 02:40:41 | Daniel Too               | Kenya    | 02:15:49 |
| 2005 | Irina Songerlaynen       | Rusland  | 02:41:25 | Josephat Kipchoge Rob    | Kenya    | 02:14:49 |
| 2004 | Gitte Karlshøj           | Danmark  | 02:45:46 | Daniel Too               | Kenya    | 02:13:57 |
| 2003 | Gitte Karlshøj           | Danmark  | 02:34:57 | Alexey Khokhlov          | Rusland  | 02:19:33 |
| 2002 | Karina Szymanska         | Polen    | 02:33:20 | Andrey Tarasov           | Rusland  | 02:20:59 |
| 2001 | Gitte Karlshøj           | Danmark  | 02:32:41 | Vitaly Melzaev           | Ukraine  | 02:18:14 |
| 2000 | Gitte Karlshøj           | Danmark  | 02:35:39 | Daniel Cheribo           | Kenya    | 02:14:17 |